# Овчинниково (Новосибирская область)
Овчи́нниково — деревня в Коченёвском районе Новосибирской области России. Административный центр Овчинниковского сельсовета. 

## История
Деревня возникла в глухом лесу без водоема. Местные жители помнят, что раньше здесь часто видели детей, сопровождаемых каторжниками, которых вели и перевозили по тракту: «Они были очень слабые. Иногда ноги стучали по колесам». Была построена больница, обслуживавшая как местных жителей, так и проезжающих. Село растянулось вдоль тракта в одну улицу. Население сначала росло очень медленно: К концу XVIII века в деревне насчитывалось около сотни дворов, а затем численность населения начала быстро увеличиваться.
В начале XX века в деревне было всего одна улица длиной около пяти километров. По воспоминаниям старожилов, село выглядело богатым: здесь было две мельницы — одна «общая», а другая принадлежала зажиточному крестьянину. В гражданскую войну мельницы сгорели; существует версия, что их сожгли специально, а также есть предположения, что одна из них была разорена. В деревне стояла церковь. В ней хранилось много старинных икон. Некоторые из них сохранились до сих пор: люди спрятали их по домам и утверждают, что эти иконы неоднократно спасали их от пожаров, грозы и болезней. 
Для застройки улицы «Зеленая» приходилось валить лес. За селом находился небольшой кирпичный завод; карьер для добычи глины ныне служит водоемом для скота и птицы; также был маслозавод со сливкоотделением. В период коллективизации в Овчинниково образовалась коммуна (позже колхоз), названная в честь Ленина. Коллективизация проходила жестоко: тех, кто отказывался вступать в колхоз или совхоз, наказывали — отбирали скот и имущество; уполномоченные были очень строгими.
В 1919 году был создан сельский совет: на его территории находились Овчинниково, Владиславка . Тогда промышленность практически не развивалась: жители обходились своими силами — пряли, ткали, выделывали шкуры, кузнечили, шили обувь; умели скатать валенки, изготовить бочку или плуг. Население сельсовета тогда составляло около 1525 человек.
В 1971 году Овчинниково стало центром отдельного совхоза со специализацией на зерновом хозяйстве и молочно-мясном производстве. В 70-х и 80-х годах началось активное развитие: укреплялись связи с районами региона, велось масштабное строительство. Работал сельский клуб: жители активно участвовали в художественной самодеятельности; учителя организовывали соревнования и субботники. 
В 70-х годах на территории Овчинниковского сельсовета был создан заказник для охраны редких животных из Красной книги РФ: журавля-красавки, сибирской косули и рыжего муравья. Также встречаются растения подлежащие охране в Новосибирской области: купальница азиатская, калина обыкновенная; а среди видов растений под государственной охраной — адонис весенний, лесной тюльпан (ветреница), очеретник белый, пион Марьин корень, кандык сибирский и другие.
В 1992 году совхоз был преобразован в закрытое акционерное общество, однако к 2004 году оно полностью прекратило свою деятельность. Созданные на его базе фермерские хозяйства не получили дальнейшего развития и в итоге были ликвидированы. В настоящее время на территории Овчинниковского сельсовета нет ни одного действующего предприятия. Часть сельскохозяйственных земель распродана, что негативно влияет на перспективы региона. Население продолжает сокращаться, что свидетельствует о сложной демографической ситуации и общем упадке хозяйственной активности в селе.

## География
Площадь деревни — 112 гектаров.

## Население
| 2002 | 2007 | 2010 |
| ---- | ---- | ---- |
| 658  | ↘649 | ↘502 |

## Инфраструктура
В деревне по данным на 2007 год функционируют 1 учреждение здравоохранения и 1 учреждение образования.